# Марков, Василий Сергеевич
Васи́лий Серге́евич Ма́рков (1905, с. Меньшой Колодезь, Елецкий уезд, Орловская губерния, Российская империя — 2 июня 1978  года, Москва, РСФСР) — советский партийный деятель. Первый секретарь Полтавского (1939—1945 и 1945—1950), Одесского (1951—1953) КП(б) Украины, Черниговского обкома КП Украины (1953—1955), Орловского обкома КПСС (1955—1960).

## Биография

### Ранние годы. Партийный организатор
Родился в крестьянской семье.
В 1914—1917 гг учился в сельской школе, работал подпаска пастуха общественного стада в селе Меньший Колодец. В 1917—1919 гг. — курьер Сергиевского волостного ревкома Орловской губернии. В 1919—1922 гг. — курьер, делопроизводитель Сватовского волостного продовольственного инспектора райпродкома № 4 Купянского уезда Харьковской губернии.
В марте-августе 1922 г. — ответственный секретарь Макеевского волостного партийного отделения Купянского уезда Харьковской губернии. В августе-декабре 1922 г. — курсант советской партийной школы в городе Волчанске Харьковской губернии. В 1922—1924 гг. — ответственный секретарь районной партийной ячейки в селах Ольшанское и Покровское Купянского округа.
Член РКП(б) с февраля 1923 г.
В июле-ноябре 1924 г. — заведующий мельницей потребсоюза в селе Покровское Купянского округа. В 1924—1925 г. — заведующий организационным отделом, заведующий Купянским окружного сельского клуба. В 1925—1926 гг. — ответственный инструктор Купянского окружного комитета КП(б) Украины.
В 1929 г. окончил Ленинградский коммунистический университет.
В мае-октябре 1929 г. — заведующий учебной частью Украинского педагогического техникума в городе Грайворон Белгородского округа. В 1929—1930 г. — заместитель заведующего Белгородским окружным отделом народного образования.
В марте-августе 1930 г. — красноармеец Московской пролетарской дивизии в городе Москве.
В августе-декабре 1930 г. — преподаватель Белгородского педагогического техникума. В 1930—1932 гг. — заведующий учебной частью, заведующий Белгородской советской партийной школой. В июне-августе 1932 г. — заведующий Елецкой советской партийной школой Центрально-Чернозёмной области РСФСР. В 1932—1934 гг. — заведующий Тамбовской советской партийной школой.
В 1934—1938 г. — начальник политического отдела Дашивского свеклозавода Винницкой области.

### На руководящей партийной работе
В марте-июне 1938 г. — третий секретарь Организационного бюро ЦК КП(б) Украины по Полтавской области. В 1938—1939 гг. — второй секретарь Полтавского областного комитета КП(б) Украины. В 1939—1941 гг. — первый секретарь Полтавского областного комитета КП(б) Украины.
Участник Великой Отечественной войны, с октября 1941 по февраль 1942 гг. — начальник Оперативной группы Военного совета 12-й армии Южного фронта. В феврале 1942 — сентябре 1943 гг. — в резерве ЦК КП(б) Украины и ЦК ВКП(б).
В 1943—1945 гг. — первый секретарь Полтавского областного комитета КП(б) Украины. В мае-октябре 1945 г. — начальник Управления колхозного строительства при Совете Народных Комиссаров Украинской ССР. В 1945—1950 года — первый секретарь Полтавского областного комитета КП(б) Украины.
В 1950—1951 гг. — слушатель курсов переподготовки первых секретарей обкомов при ЦК ВКП(б). В мае-августе 1951 г. — инспектор ЦК КП Украины.
В 1951—1953 гг. — первый секретарь Одесского областного комитета КП(б) Украины. В марте-июне 1953 г. — в резерве ЦК КП Украины, в июне-сентябре 1953 г. — инспектор ЦК КП Украины.
В 1953—1955 гг. — первый секретарь Черниговского областного комитета КП Украины. В 1955—1960 г. — первый секретарь Орловского областного комитета КПСС.
В 1960—1968 гг. — член Комитета партийного контроля при ЦК КПСС.
Член ЦК КПСС (1956—1961). Член ЦК КП Украины (1940—1956). Депутат Верховного Совета СССР 1-5-го созывов. Депутат Верховного Совета Украинской ССР 1-го созыва.
С января 1968 г. — на пенсии в Москве. Похоронен на Троекуровском кладбище.

## Награды и звания
- орден Ленина (дважды 07.02.1939; 23.01.1948)
- орден Отечественной войны I степени (1945)
- орден Трудового Красного Знамени (19.02.1955)
- медали